# 阪東妻三郎
阪東 妻三郎（ばんどう つまさぶろう、1901年（明治34年）12月14日 - 1953年（昭和28年）7月7日）は、日本の映画俳優。本名：田村 傳吉（たむら でんきち）、サイレント映画時代に岡山 俊太郎（おかやま しゅんたろう）の名で監督作がある。端正な顔立ちと高い演技力を兼ね備えた二枚目俳優として親しまれ、「阪妻（バンツマ）」の愛称で呼ばれた。

## 概要
大正末年から昭和初年にかけての剣戟ブームを生み出した剣戟俳優であり、「剣戟王（けんげきおう）」の異名を持つ。日本映画史においてサイレント映画からトーキーへの転換期に活躍、双方で高い実績を残した人物としてしばしば名を挙げられる。
大河内傳次郎、嵐寛寿郎、片岡千恵蔵、市川右太衛門、長谷川一夫とともに「時代劇六大スタア」と呼ばれた。

## 来歴
1901年（明治34年）12月14日（土曜日）、東京府神田区橋本町（現在の東京都千代田区東神田）の田村長五郎という木綿問屋の次男として生まれ、神田で育った。小学校を卒業する頃から家業が傾き始める。兄、姉、母が相次いで亡くなり、父親が事業に失敗して破産。

### 歌舞伎界へ
1916年（大正5年）、旧制・尋常小学校高等科を卒業した後、母や姉が常盤津や長唄の芸事に秀でていたことや芝居が好きだったことから「立身出世の早道」を求め、16歳で成績表片手に芝明舟町にあった十五代目市村羽左衛門の邸へ飛び込むが門前払いされた。
落ち込んで帰宅する途中、近くの十一代目片岡仁左衛門の邸に思い切って飛び込んでみたところ、伊東という番頭が取り次いでくれて、「まあ遊んでいろ」と仁左衛門の内弟子を許される。
仕事は雑用ばかりで、しつけは厳しく、雑用の合間に黒衣着で舞台の見学をしながら狂言のノートをとる毎日だった。師匠について大阪中座で「紙子仕立両面鑑」の序幕の仕込みに出たのが初舞台で、セリフはなかった。
1918年（大正7年）、二年辛抱するがうだつが上がらず、因襲と家柄優先の歌舞伎の世界に限界を感じ始め、「一日二回、十日替りの芝居ならもっと修行ができる」と結論。金にもなるということから、ちょうど浅草の吾妻座から声がかかり、沢村宗五郎、吾妻市之丞らの一座に入り、「沢村紀千助」を名乗る。
下っ端なりに役も付くようになったが物にならず、市之丞に連れられて再び歌舞伎座に戻り、師匠の仁左衛門に顔向け出来ぬ苦しみを味わう。こうしたなか、縁あって神田劇場で中村歌扇や尾上菊右衛門と一座することとなる。

### 映画界へ
1919年（大正8年）、国際活映（国活）の沢村四郎五郎一派のエキストラに出演。日給1円20銭だった。伝統や因襲にこだわる芝居道と違う新天地を活動写真界に見出し、3月ごろから「阪東藤助」を名乗り、沢村四郎五郎、實川莚十郎に頼みこんで昼は活動写真、夜は劇場と働いた。
1920年（大正9年）、6月に松竹キネマ蒲田撮影所が出来ると、實川莚十郎と一緒に松竹キネマに入るが、このとき行動を共にした森要がまもなく退社したため、これに伴って国活に逆戻りし、全く無名のまま脇役を過ごす。国活では「阪東要二郎」を名乗り、7月には『島の塚』（枝正義郎監督）に仕出し役で出演している。環歌子は当時の阪妻について、「大勢のエキストラの中でも大変目立ってすぐわかりました。痩せて非常に背が高く、首一つ出ている感じで色が白いのを通り越して青い様な感じでした」と語っている。

### 再び歌舞伎界へ
1921年（大正10年）、活動写真の現場でも下廻りばかりで面白くなくなり、国活撮影所で同士だった片岡松花、中村吉松を募って撮影所を飛び出し、「阪東妻三郎」を名乗って「東京大歌舞伎　阪東妻三郎一座」の看板を掲げ、「タンカラ芝居」（東京近郊を巡業する村芝居）に出る。演し物は一番目が「ひらがな盛衰記」、二番目が「本朝二十四孝」の御殿で、阪妻は船人松右衛門と武田勝頼を演じた。
前景気も良く、「阪東妻三郎大一座」は上州辺りを打って廻り、始めは大入り大受けだった。
1922年（大正11年）、22歳の春、仕打ちの失敗から一座解散。阪妻は単衣物一枚の上に外套を羽織る惨めな有様で、ようやく生家に戻ったものの妹は死んだあとで、兄は病臥していた。

### マキノ・プロへ
1923年（大正12年）2月、牧野省三が京都にマキノ映画製作所を結成するにあたり、マキノの重役である宮川斉が東京に俳優募集に来たところ、阪妻に目を留める。阪妻は「これで成功しなければ二度と東京の土は踏まぬ」との一大決心で片岡松花、中村吉松と京都入り、マキノ・プロダクションに入社。
マキノ・プロに月給60円の大部屋俳優として転がり込んだ阪妻だが、当初、役柄は敵役、脇役が多かった。「御用、御用」の斬られ役で、斬られては顔を変え、幾度も立ち回りにからんだが、顔が立派で柄も大きいため、どんなに変装しても目立ってしまった。
1924年（大正13年）、正月映画『火の車お萬』で環歌子との共演が当たり役となって、「あいつが出ると目立ってしかたがないから役をつけてしまえ」ということになり、『怪傑鷹』（二川文太郎監督）で高木新平の相手役の「黒木原源太」という悪役に抜擢される。ところが「白面の美剣士が敵役」というので、観客、批評家を驚かし、これが出世の糸口となる。
続く日活・松之助映画とマキノの初競作『燃ゆる渦巻』（全四篇）で、途中から阪妻演じる駒井相模守の人気が急上昇。第四篇では主役の林清之助が呆気なく死に、阪妻の相模守が主役になってしまった。この作品でマキノは大いに名声を博し、尾上松之助版を圧倒する評判を得た。
ちょうどたまたま同じ下宿に、「ペラゴロ」と呼ばれる浅草オペラの熱狂的なファンで、阪妻と同じく浪人の身である脚本家の寿々喜多呂九平（『怪傑鷹』の作者）がおり、二人は意気投合。同年、阪妻のために呂九平は『鮮血の手型　前・後篇』（沼田紅緑監督）の脚本を書き下ろし、同作は阪妻の第一回主演作となる。
『鮮血の手型』は、それまでのやたらと見得を斬る歌舞伎スタイルの立ち回りの旧劇と異なり、阪妻の激しい剣戟とリアルな演出が、映画界に革命的な衝撃を与えた。以後、『恐怖の夜叉』『討たるる者』『江戸怪賊伝 影法師　前・後篇』『墓石が鼾する頃』と呂九平と組んだ作品が続き、阪妻の人気を不動とした。とりわけて虚無的で反逆的な一連の傑作を、浅草オペラ出身のアナキスト、漠与太平門下生の二川文太郎が監督。なかでも1925年（大正14年）の『江戸怪賊伝 影法師　前・後篇』は大好評で、時代劇俳優の第一人者としての地位は決定的なものとなる。

### 阪妻プロの創設
1925年（大正14年）9月、全国の熱狂的なファンに応え、阪妻は「自由制作」を標榜し、25歳で阪東妻三郎プロダクションを京都太秦に設立。今東光を顧問に据え、自ら陣頭に立ち、映画制作を開始する。
阪妻はマキノ時代以来の盟友、寿々喜多呂九平・二川文太郎をマキノからの出向で得て、『雄呂血』の制作を開始するが、京都ではマキノ側の妨害が激しく、やむなく東京の吾嬬撮影所で『異人娘と武士』を撮影。
『異人娘と武士』が終わるとすぐに引き返し、奈良で『雄呂血』を撮影。撮影所はなく、旅館に泊まって資金ができるとロケに出るという状況だった。環歌子はこのときの阪妻の様子について、「妻さんは命がけでやっているのがよくわかりました。泣きながら一人で頑張っていました」と語っている。
11月、ついに『雄呂血』が完成し、封切り公開。歌舞伎調の立ち回りを完全に破壊した型破りの殺陣は大評判となり、また体制に反逆する主人公の虚無的な英雄像はその時代の風潮ともマッチし、大ヒットとなる。また、その大胆な殺陣で「乱闘劇のバンツマ」として一世を風靡する。
12月、阪妻人気に注目した松竹は独立早々の阪妻と配給提携を結び、これにより阪妻人気は全国的なものとなる。
阪妻プロでは「三羽がらす」、「四天王」、「十剣士」などといった「からみ（斬られ役）」を揃えていた。河津清三郎は最も多く用いられたからみの一人だった。
1926年（大正15年）4月、阪妻プロの太秦撮影所落成。9月、アメリカのユニバーサル社と配給提携。以後、時代劇のみならず現代劇も制作。
この年『魔保露詩』、「東山三十六峰静かに眠るとき・・・」の活弁で一世を風靡した『尊王』、アナキスト悪麗之助監督・脚本の『無明地獄』と、代表作とされる傑作を連作。剣戟スタアの地位を不動のものとする。
阪妻映画では、講談調の単なる英雄、豪傑と違い、阪妻扮する武士や浪人、やくざに至るまでが人間的な明暗を持ち、不正や不当な権力と闘う不屈な精神が描かれるため、阪妻の映画は幅広い愛好者の支持を受けた。
1927年（昭和2年）5月、ユニバーサル社との提携を解除。思い通りに動かない阪妻を警戒した松竹は、60万円を出資して阪妻プロを株式会社化。山崎修一を目付役に送り込む。以後山崎と阪妻は意見対立・喧嘩の毎日だった。
1928年（昭和3年）新春早々、朝日新聞が阪妻のために「賞金5,000円」をかけて募集した映画小説一等当選作『霊の審判』の映画化を発表。この作品は既に朝日新聞紙上で伊藤好市原作で連載中であり、「阪妻の初の本格現代劇主演」とあってセンセーショナルな話題を映画界に投じた。
しかし興行主義の松竹と芸術志向の阪妻の対立が次第に表面化。初の現代劇ともあって阪妻も調子が上がらず、また異色の原作映画化といったこともあり、三月封切りの予定を過ぎても『霊の審判』は完成せず、4月、ついに阪妻プロ支配人山崎修一は制作の正式中止を発表。
6月28日、阪妻プロは改革縮小を断行。阪妻は取締役を辞任、『霊の審判』主要スタッフの枝正義郎、細山喜代松、江川宇礼雄、近藤伊与吉らが整理退社となり、『霊の審判』制作再開は不可能となる。
阪妻の松竹に対する発言力が強かったのは1926年（大正15年）から1927年（昭和2年）までで、1928年（昭和3年）以降は強大な資本力を有する松竹の阪妻プロへの干渉が強力なものとなっていった。松竹での阪妻プロの位置づけは、「松竹時代劇救世主」から「松竹時代劇ブロック構成の一環」となっていった。また、1927年（昭和2年）には松竹が林長二郎を2万円（当時）の宣伝費をかけて売り出し、その人気は阪妻に肉薄していく。
1929年（昭和4年）、松竹は阪妻、林長二郎、月形龍之介、市川右太衛門、阪東寿之助と時代劇ブロックを充実させ、芸術志向の阪妻プロとの時代劇制作方針の相克は溝をますます深める。
1930年（昭和5年）6月11日、阪妻懸案の大佛次郎との提携作『からす組』完成後に、阪妻は朝日新聞紙上に松竹脱退絶縁声明書を発表。京都の阪妻プロ撮影所を解散する。

### 阪妻プロの再結成

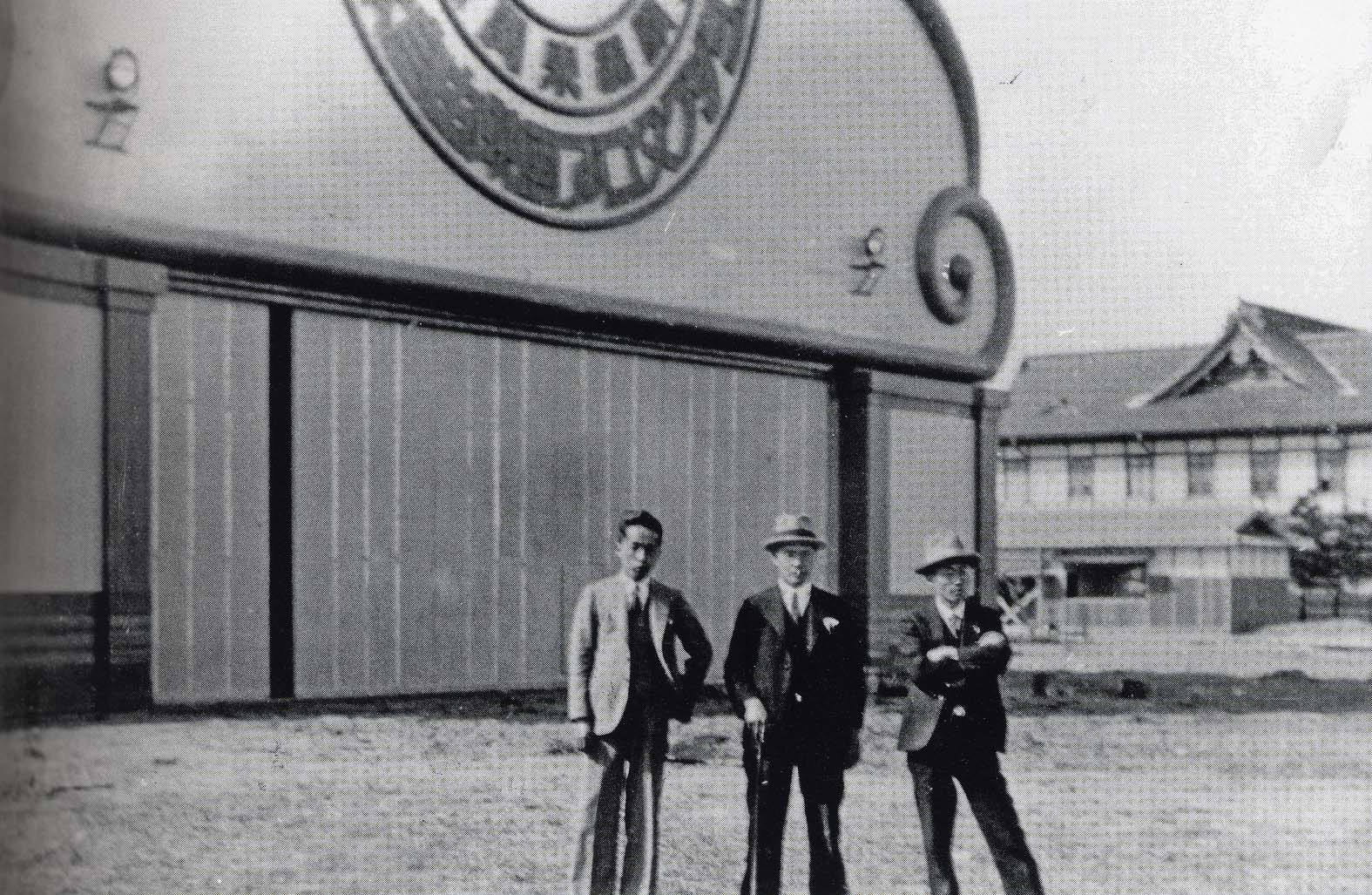
千葉谷津海岸に移設した阪妻プロの撮影所。太秦とは逆にスタジオの文字が左書きになった

1931年（昭和6年）2月4日、松竹との借財問題を解決するために大阪に出向き、黒龍会の吉田益三の仲介のもとで借金の返済交渉にあたる。阪東が借金5万円のうち半額を渡し、残金は追って支払うことで和解した。
閉鎖した京都太秦の撮影所を谷津遊園（現千葉県習志野市）に移設し、野心的に仕事をこなす。新興キネマと配給提携し、吉川英治、長谷川伸その他の大衆文芸を題材とした本格的ドラマ作りに精進。森静子、環光子、鈴木澄子、桜木梅子らの女優が出演し、ヒット作を飛ばす。
同年、アメリカのパラマウント社のため阪妻プロとは別に「大日本自由映画プロダクション」を設立し、『落陽餓ゆ』（東隆史監督）を制作。「大日本自由映画」はこの一本のみで解散する。
なお、1931年（昭和6年）から1932年（昭和7年）頃には日本映画がトーキー時代に移行し、映画界の情勢は一変。阪妻人気は凋落した。
1935年（昭和10年）5月、阪妻プロが新興キネマと合流。
1936年（昭和11年）12月、『怒涛一番乗』を最後に、11年続いた阪妻プロは解散する。

### 日活〜大映へ
1937年（昭和12年）5月、谷津の撮影所を整理して、裸一貫で日活に移る。独立時代と違って、商業主義的な大作に次々と出演し、芸歴は一段と大きくなったが、独立時代に深い人間探求を続けた成果が実り、名優としての評価が加わった。セリフをすべて暗記するまで仕事にかからなくなったのは、この頃からである。役柄では『恋山彦』の伊奈小源太、『柳生月影抄』の柳生十兵衛、『闇の影法師』の縣佐馬之助、『忠臣蔵』の大石内蔵助、『富士に立つ影』の佐藤菊太郎と、オーソドックスな武士に扮して堂々の貫禄を示した。『将軍と参謀と兵』では師団長中将に扮し、支那大陸を背景に現代武人の典型を見せ、名実ともに斯界の王座を占めた。
1942年（昭和17年）、『将軍と参謀と兵』（田口哲監督）で、初の現代劇主演。
この年、日活が再編成され大映となり、阪妻もこれに合流。創立記念作『維新の曲』（牛原虚彦監督）は、阪妻、千恵蔵、右太衛門、アラカンという「四大スタア」の顔合わせもあり大ヒットとなる。
1943年（昭和18年）、軍徴用にひっかかるが、嵐寛寿郎によると「あの人は豪胆やさかい呼び出しに応じまへん」とのことで、「役者の阪妻がお国の役に立たなくて、田村伝吉に何の用がおます」と啖呵を切り、出頭せずじまいで済ませてしまった。
戦時中はほかに『血煙高田の馬場』、『魔像』、『江戸最後の日』、『無法松の一生』などの傑作に主演。
1944年（昭和19年）、8カ月にわたる上海ロケの末、日華合作映画『狼火は上海に揚る』（稲垣浩監督）を完成。封切り時は日支双方とも空襲のさなかで映画鑑賞のゆとりなどはなかったという。
1945年（昭和20年）、日活撮影所は連日京都師団の査閲訓練を受け、映画撮影どころでなくなる。阪妻は稲垣に「上陸されたらおしまいでしょう」と戦況を語っている。8月15日、日本敗戦。阪妻は撮影所企画室で、稲垣浩と二人で黙って手を握り合ったという。
戦後、占領軍の「チャンバラ禁止令」のために剣戟ができず、慣れない洋服を着て現代劇に出演。
1947年（昭和22年）、『素浪人罷り通る』（伊藤大輔監督）で時代劇復帰。

### 松竹へ
1949年（昭和24年）、現代劇好調を受け、大映社長永田雅一が「古ぼけた時代劇のスタアはもうウチはいらん」と放言。これに怒って「四大スタア」全員大映を脱退。阪妻は松竹京都に移籍。時代劇の地図が塗り替えられることとなる。
1950年（昭和25年）、松竹下加茂撮影所が可燃性フィルムの自然爆発を起こし、現像所や事務所、ステージを全焼。ほぼ完成状態だった、山田五十鈴共演の『無頼漢』（衣笠貞之助監督）のフィルムが焼失の憂き目に遭う。
時代劇では『大江戸五人男』、天才棋士坂田三吉を演じた『王将』、コミカルな現代劇『破れ太鼓』などの作品に主演し、大河内伝次郎とともに正真正銘の「スタア」であり続けた。
1953年（昭和28年）7月2日、『あばれ獅子』撮影中に持病の高血圧から体調を崩し、同年7月7日、脳内出血により死去。51歳没。墓所は京都市二尊院。

## 家系・家族
5人の子どものうち、長男の田村高廣、三男の田村正和、四男の田村亮の3人は俳優となった。二男の田村俊磨は実業家で、高廣・正和のマネージャーも務めた。婚外子に俳優の水上保広がいる。田村幸士は孫にあたる。
|          |          |          |          |          |          |  |  | 田村長五郎 |            |            |            |            |            |  |  |          |          |          |          |          |          |  |  |          |          |          |          |          |          |  |  |        |        |        |        |          |        |  |  |            |            |            |            |            |            |
|          |          |          |          |          |          |  |  |            |            |            |            |            |            |  |  |          |          |          |          |          |          |  |  |          |          |          |          |          |          |  |  |        |        |        |        |          |        |  |  |            |            |            |            |            |            |
| （内妻） | （内妻） | （内妻） | （内妻） | （内妻） | （内妻） |  |  | 阪東妻三郎 | 阪東妻三郎 | 阪東妻三郎 | 阪東妻三郎 | 阪東妻三郎 | 阪東妻三郎 |  |  | 静子     | 静子     | 静子     | 静子     | 静子     | 静子     |  |  |          |          |          |          |          |          |  |  |        |        |        |        |          |        |  |  |            |            |            |            |            |            |
| （内妻） | （内妻） | （内妻） | （内妻） | （内妻） | （内妻） |  |  | 阪東妻三郎 | 阪東妻三郎 | 阪東妻三郎 | 阪東妻三郎 | 阪東妻三郎 | 阪東妻三郎 |  |  | 静子     | 静子     | 静子     | 静子     | 静子     | 静子     |  |  |          |          |          |          |          |          |  |  |        |        |        |        |          |        |  |  |            |            |            |            |            |            |
|          |          |          |          |          |          |  |  |            |            |            |            |            |            |  |  |          |          |          |          |          |          |  |  |          |          |          |          |          |          |  |  |        |        |        |        |          |        |  |  |            |            |            |            |            |            |
|          |          |          |          |          |          |  |  |            |            |            |            |            |            |  |  |          |          |          |          |          |          |  |  |          |          |          |          |          |          |  |  |        |        |        |        |          |        |  |  |            |            |            |            |            |            |
| 水上保広 | 水上保広 | 水上保広 | 水上保広 | 水上保広 | 水上保広 |  |  | 田村高廣   | 田村高廣   | 田村高廣   | 田村高廣   | 田村高廣   | 田村高廣   |  |  | 田村俊磨 | 田村俊磨 | 田村俊磨 | 田村俊磨 | 田村俊磨 | 田村俊磨 |  |  | 田村正和 | 田村正和 | 田村正和 | 田村正和 | 田村正和 | 田村正和 |  |  | 田村亮 | 田村亮 | 田村亮 | 田村亮 | 田村亮   | 田村亮 |  |  | 宇佐美恵子 | 宇佐美恵子 | 宇佐美恵子 | 宇佐美恵子 | 宇佐美恵子 | 宇佐美恵子 |
| 水上保広 | 水上保広 | 水上保広 | 水上保広 | 水上保広 | 水上保広 |  |  | 田村高廣   | 田村高廣   | 田村高廣   | 田村高廣   | 田村高廣   | 田村高廣   |  |  | 田村俊磨 | 田村俊磨 | 田村俊磨 | 田村俊磨 | 田村俊磨 | 田村俊磨 |  |  | 田村正和 | 田村正和 | 田村正和 | 田村正和 | 田村正和 | 田村正和 |  |  | 田村亮 | 田村亮 | 田村亮 | 田村亮 | 田村亮   | 田村亮 |  |  | 宇佐美恵子 | 宇佐美恵子 | 宇佐美恵子 | 宇佐美恵子 | 宇佐美恵子 | 宇佐美恵子 |
|          |          |          |          |          |          |  |  |            |            |            |            |            |            |  |  |          |          |          |          |          |          |  |  |          |          |          |          |          |          |  |  |        |        |        |        |          |        |  |  |            |            |            |            |            |            |
|          |          |          |          |          |          |  |  |            |            |            |            |            |            |  |  |          |          |          |          |          |          |  |  |          |          |          |          |          |          |  |  |        |        |        |        | 田村幸士 |        |  |  |            |            |            |            |            |            |

## 人物・エピソード
阪妻はサイレント映画時代から培った、動きと表情を駆使する技術で演技全体に抜群の説得力を与えた。特に彼が殺陣の見せ場で行う、両脚を大きく広げて踏ん張った体勢で手に持った刀をゆっくりと眼前に下ろし、首を左右にゆらゆらと動かす仕草は「バンツマ」の代名詞として広く知られている。これについて俳優の高橋英樹は「子供の頃、チャンバラごっこが好きな男の子はみんな阪東さんの真似をしていましたよ。僕くらいの年齢なら阪妻のあれ（首をゆらゆらさせる仕草）を全く知らないという人の方が少ないんじゃないですか」と述べており、彼の演技が幅広い年齢層に浸透していたことがうかがえる。
トーキー映画に初めて出演した際、自身の甲高く細い声がファンの失望を呼んだことが人気低落の理由のひとつと考え、独自にボイストレーニングを行う。やがて努力の甲斐あり阪妻は迫力のある発声を体得したが、無理な訓練がたたり喉が潰れ、以後しゃがれ声になった。しかし阪妻は声が変わってしまったことを全く後悔せず、「こういう声の方が凄みが出る。前よりずっといい」と語っていたという。そして再生一作目となる『恋山彦』前後篇では、「剣戟王・阪妻」の復活を告げる素晴らしい立ち回りとともに、喉の奥から搾り出すような独特の台詞回しで好評を博した。
無学のコンプレックスを克服するため、勉励努力を重ねていた。アナキストの今東光を阪妻プロの顧問に迎えたり、哲学映画『霊の審判』を自ら監督しようとして結局製作中止となったり、「大日本自由映画プロダクション」を設立して『洛陽餓ゆ』一本のみで解散するなど、世間からは大風呂敷としか見えない試行錯誤を執拗に繰り返した。これは阪妻が常に不安であり、俳優という仕事に小心、謙虚であったことを物語っている。映画が挙げてトーキー化の波に洗われたとき、発声に自信のなかった阪妻は最後まで無声映画の砦を守ろうとした。だが、悪声をかえって武器とし、独特のエロキューションを工夫、創造してみせたのである。
現役時代は大変多忙で、休日等は自宅の二階で寝ている事が多く、家事にはあまり口を出さなかったという。ただし、来客時には客に対して正装して懇切に応接していたようである。例外として、息子である田村高廣が、旧制京都府立第三中学に合格した事を告げに担任の小学教師が訪問した際、二階から浴衣姿のままでドタドタと階段を降り、玄関先にいる教師の足下で「せ、先生！あ、ありがとうございました！」と土下座してお礼を言ったそうである。
阪妻の人気が上がると、各社が阪妻そっくりのスタアをつくろうと大童となった。谷崎十郎や阿部九洲男がこうして生まれたが、なかには音感を似せた「千葉三郎」だとか、「吾妻三郎」というものもあった。誰も「あづま」とは読まず、「われ妻三郎」と読んでいた。場末の三本立ての館などでは、阪妻に顔も似ていて「妻三郎」でもあるのでだまされて入った客も相当いたという。
日活撮影所では千恵蔵、阪妻、寛寿郎の大スタアの顔合わせを、徳川御三家にきかせて「御三家」と呼んでいた。阪妻の内弟子は「阪東妻楊枝」と呼ばれていた。大映で四大スタアが揃うと、弟子たちは師匠自慢をしたが、「阪妻さんが歌舞伎の出や言うけど、屋号は何というのや」、「坂東なら音羽屋、大和屋、橘屋と三つあるが土偏の『坂』や、こざと偏の阪東が歌舞伎にあるかい」と言われ、弟子たちは悔しがったという。
阪妻プロを解散し、裸一貫で日活に入ったとき、日活の所員は阪妻をどう呼んでいいか迷った。マキノ正博は「妻さん」と呼び、稲垣らは「田村さん」と呼んだ。助監督や進行係は「阪東さん、阪東さん」と呼んでいたので、阪妻は「いやになっちゃうな、番頭さんみたいで」とこぼしていた。のちに「先生」と呼ばれるようになったが、それも気に入らぬようだった。「先生」が教師や医者の代名詞であるのと、川柳に「先生といわれるほどの馬鹿でなし」というのがあったからで、阪妻プロ創立時は23歳の若さだったことからよけいに不似合いなこの呼びかたを嫌がった。
あるとき祇園の女将が「そんなにおいやどしたら先生のセを抜いてよばはったらどうどすねん。ンセイなら運勢がよろしおすえ」と言ったのが気に入り、以後「ンセイ」と呼ばれるようになった。阪妻はお天気屋で知られ、ときどき冠を曲げて人を困らせた。1927年（昭和2年）の『大義』で、妙に重たい雰囲気で撮影が難渋し、これを一掃しようとした安田憲邦監督が「ハイ御大のアップ頂戴っ!」とやってのけたことがあって、これで一同ドッと笑って和やかな雰囲気となった。それ以来この「アップ頂戴」が流行っていろいろな監督が使ったが、東京のジャーナリストに誤解されて伝わり、「阪妻は横暴だ」ということになってしまった。

### 阪妻と女性たち
阪妻プロを立ち上げ、人気絶頂だったころの阪妻は、その遊びぶりも豪快なものだった。アラカンは「時代劇の王者は何とゆうても阪東妻三郎、女遊びもこの人にはとても及びまへん、散財のケタがちがう」と語っている。阪妻プロの映画は、松竹の買い取り価格が一尺あたり二円四十銭だった。「捕り方パッと走っても二、三百円稼ぐんだ、その銭をつかんで撒く、勝負になりまへん、祇園の芸者総揚げにした。伝説やおまへん、この目で見ました」、「花見小路から八坂さんまでずら〜っと、芸者末社ひきつれて大名行列を繰り広げた」
1928年（昭和3年）、昭和天皇の御大典に合わせて、東京から京都へ「偉い人たち」が大挙押し寄せ、祇園や先斗町で権柄づくの野暮天風を吹かせた。「お上が大嫌い」という阪妻はこれが気に喰わず、今東光と示し合わせて祇園街を買い占めてみせた。アラカンは「王城の都の歴史にないことを妻さんやってのけた」、「妻さん身持ち固かったとワテは思います、女道楽よりも男の意地でゼニ撒いたんやないか。尺二円四十銭、今の金に直してシャシン一本何千万円、いや億になりまっしゃろ、ためたらバチが当たりますわ」と、このときの様子を語っている。
環歌子は阪妻とはマキノ時代からの同僚で、大正12年、マキノ省三から「お前さんのシャシンは評判がいいから、今度の相手役はお前さんの気に入ったものを選びなさい」と言われ、ちょうど阪妻とのコンビが評判になって来た時だったので阪妻を選んだ。これが『火の車お萬』で、当時阪妻は撮影所近くに中村吉松と下宿していたが、急に人気が上がり、特に年増の女性にもて、肉屋の女中や料理屋の仲居をファンに連れて撮影所を出入りする姿をちょいちょい見かけたという。
環には、着流しで数人女連れの阪妻の姿は浮ついてだらしなく見えたので、「もし今度のシャシンで共演する気があるなら、撮影に入ったら仕事中はきちんとした服装で出所する、プライベートの時間は何をしても自由だが一本の仕事にかかったら終わるまで、女はファンだろうと誰だろうと近づけないようにしてほしい」と注文をつけた。阪妻は黙ってじっと聞いていたが、このときは「ちょっと考えさせてほしい」と云って帰り、翌日になって「環さんの言うことはよくわかりましたから、よろしくお願いします」と返事をしてきた。『火の車お萬』は大正13年正月のヒット作となった。作中での阪妻の脚の線の美しさが話題となった映画でもある。

### 阪妻と稲垣浩
稲垣浩は「妻さんは僕がこれまでに出会った人のなかで最高に懐かしく、最高に好きな人のひとりである」と述べている。あるとき阪妻は「僕らは親友などというケチなつきあいでなくいこう」と不思議なことを言い出したという。若くして時代劇の大スタアとなった阪妻だったが、十一年間のプロダクション経営で得たものは名声でもなく財産でもなく、借金と人に裏切られた悔しさと、凋落する孤独の寂しさだった。景気の良かったとき整理に困ったほど集まった親友たちは、いつしか身辺から去って行ったという。裸一貫で日活に入社し、十年ぶりに戻った太秦にはかつて自分が開いた撮影所が新興映画として華やかに活動していて、阪妻は華やかだった昔を取り戻そうということより、トーキーに移り変わろうとしている時代に生き残ろうと必死だったのである。
阪妻が日活に入社したころ、稲垣は東宝入りが決まっていたが、日活が急に引き留めを開始して、違約金まで支払われ京都に引き戻された。あとで、この工作をしたのが阪妻だと知ったという。
日活で稲垣は独自の阪妻を作り出そうと企画を出したが、どの企画も「阪妻のイメージを変えては困る」と否決された。ところが一年過ぎたある日、殺陣師の河原利一が「筒井とは縁を切ることになったから、こののちはいままでの妻三郎にこだわらず、何か新しいものを考えて欲しい」との伝言を託されて来た。「筒井」というのは仲間内で「淀君」とか「宋美齢」などと陰口していた、阪妻のマネージャー兼愛人で、この女性がいつまでも阪妻のイメージにこだわっていたのだった。相当の決心を持ってこれを絶縁した阪妻のために、稲垣は『十人斬りの男』という阪妻用の脚本を改題して『地獄の蟲』とした。
この映画が気に入った阪妻は「ツケ鬚では演技もウソ鬚になる」と、本物の鬚を生やすことにした。すると脇役の市川小文治、市川百々之助、志村喬、団徳麿らも右に習って鬚を生やす熱の入れ方で、このとき初めて稲垣は阪東妻三郎という人の映画に懸ける意気込みと情熱を感じたという。
『地獄の蟲』は無事完成したが、ラストの自決の場面で晒の腹巻きに血がにじむという苦心の場面があり、内務省の検閲官はこれを「検閲保留」と処分した（戦前までは映画での流血はタブーだった）。会社は改訂してでも封切りたがったが、阪妻や脇役、スタッフに対し原型を変えたくないと稲垣はこれに応じなかった。このとき阪妻は「クサルことはないですよ。僕らはともかくりっぱな作品を作って、それをこの目で見たのだ。それを大衆に見せなかったのは僕らのせいじゃない」と慰めてくれ、稲垣を大変に勇気づけた。稲垣は「その後阪妻と数々の作品を生むことができたのも、親友などというケチなつきあいでなくつきあえたのも、すべてこの『地獄の蟲』が始まりだった」と語っている。

### 阪妻と「森尾重四郎」
昭和初期、「サイレント映画では、虚無的な浪人者をやらせては妻三郎の右に出るものなし」と謳われた。阪妻が最初に演じた「ニヒルな浪人者」は、『砂繪呪縛』の「森尾重四郎」だった。
1927年（昭和2年）の6月から12月まで、朝日新聞夕刊は土師清二の『砂繪呪縛』を連載。連載30回目のころに、松竹は阪妻プロでこの小説の映画化を決定。企画段階では主演は草間実で、阪妻は「森尾重四郎」役に執心していたが、四社競合製作となったため、阪妻の「勝浦孫之丞」と「森尾重四郎」二役を念頭に準備が進められ、撮入直前に阪妻の意思で「森尾重四郎」一本で行くことに決定。結果は阪妻演じる重四郎の存在感が他社を圧倒。「ニヒルな浪人剣士」の一大ブームを巻き起こした。
『砂繪呪縛』は、トーキー時代を迎えた1936年（昭和11年）、阪妻プロ谷津で阪妻主演で再映画化。さらに1952年（昭和27年）大映で黒川弥太郎主演、1960年（昭和35年）には東映で近衛十四郎主演と三度映画化されたが、「勝浦孫之丞」が主役だったのは1927年の初作のみ、再映画化三作はすべて「森尾重四郎」が主役になっているほど、阪妻の演じた重四郎は強烈なものだった。
当時、阪妻の重四郎は撮影所の所員の間でもブームとなり、真似をする者が続出。次のようなエピソードが残されている。「おい煙草はないか」と云うと静かに首を振っておもむろに「ない」、「どうだ食堂に行こうか」と云うとちょっとあいてを眼の先に引っかけて大きく頷きながら「行くことにしよう」、「おい、この間の食券返してくれよ」暫く目をぱちぱちさせながら無言でいて、「あれは返さんでもいい事にする・・・」、「手数のかかることおびただしい」

### 阪妻と『無法松の一生』

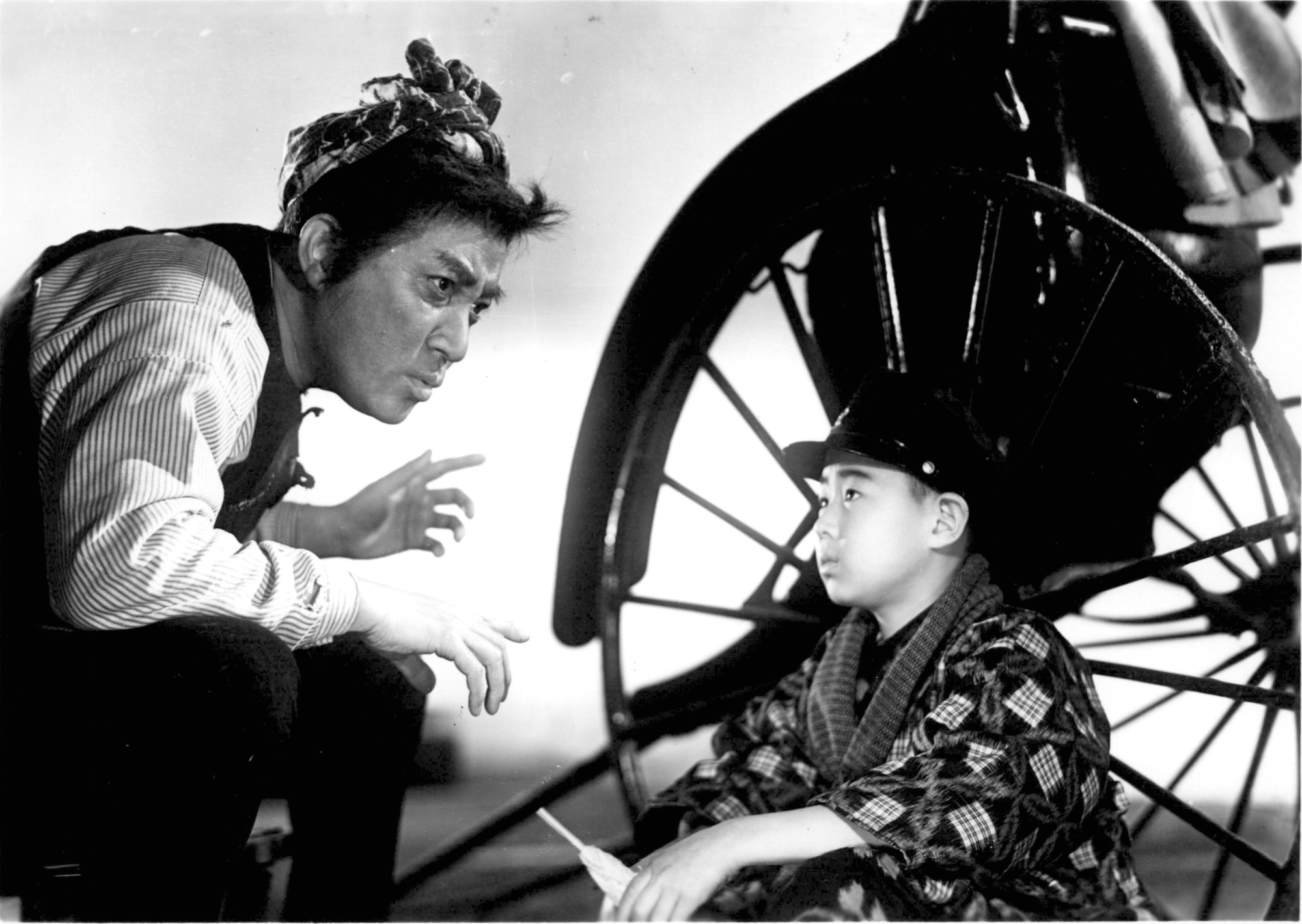
「無法松の一生」（1943）右は沢村アキヲ（後の長門裕之）

稲垣浩に「酒は行儀よく飲んで楽しむものだ」と教えたのは阪妻だった。阪妻はお猪口で飲んで、決してコップ酒のがぶ飲みはしなかった。自宅でも高脚の膳を据え、夫人や弟子に酌をさせた。あるとき弟子のひとりに杯を出したので、弟子はいただけるものと手を出すと、「お酌だよ、お前なんか台所でグッといけ」と言った。このように弟子に杯をやるなどということはめったにしない阪妻が、あるとき突然台所で茶碗酒だのコップ酒をやり始め、夫人も弟子も驚いた。普段は膝も崩さない阪妻が大胡坐をかいて酒を飲むありさまに、撮影所で不愉快なことでもあったのかと心配したというが、それは『無法松の一生』撮入前の役作りだったことがあとでわかった。『無法松』の現場では、よく吉岡夫人になりきった園井恵子がお茶を静かにたて、「先生、お茶が入りました」とすすめていた。阪妻も無法松を忘れず、へりくだってお茶をいただいていた。
阪妻が『無法松の一生』に主演してから、舞台となった九州小倉には松五郎の墓や碑が出来たうえ、映画で阪妻が見せた小倉祇園太鼓の早打ちは、フィクションが現実になってその後、祇園太鼓の基本の打ち方になってしまった。
1944年（昭和19年）、日華合作映画『狼火は上海に揚る』で阪妻は稲垣と二人で上海に渡ったが、あるとき場末の小店へワンタンを食べに入ると、店の主人や使用人が彼らを見てコソコソ囁いている。阪妻が「どうやら僕を知ってるらしいね」と言うので「日本人だからだろう」と稲垣が答えると「違う。ワンポーツォー（黄包車）とかパントンとか言ってるよ」と言う。現地の撮影所では「阪東妻三郎」は「パントン・シーサンラン」と呼ばれていたので、阪妻にはすぐわかったのである。「黄包車」は「人力車」のことで、彼らは『無法松の一生』を観たようだった。阪妻はニコニコ顔で立ち上がり、「うん、我姓（ウォーシン）、阪東妻三郎（パントン・シーサンラン）、你的（ニーデ）、黄包車（ワンポーツォー）の電影（デンエイ）、観観（カンカン）か、うん、そうかそうか」とあやしげな中国語で返すと主人は大喜びで恐縮しながら立派な紙と筆を捧げてサインを求めた。その戻りに阪妻は稲垣に「日本映画も、やっと国際的になったね」と言った。

### 阪妻映画祭
1975年が阪妻の二十三回忌にあたることから、当時の邦画五社が協力して「阪妻映画祭」と銘打ち、阪妻の代表作が1975年6月7日の日劇文化劇場を皮切りに、1976年にかけて全国各地で巡回上映された。当時の邦画各社は仲がいいとは言えず、ことに商売が絡むと二社ですらまとまったことがないと言われたため、当時としては画期的なイベントだった。映画祭の発案者は、業界の"裏ドン"こと全興連副会長で大旺映画社長・山田敏郎。山田は松竹のOBで「幌馬車の唄」や「人妻椿」の主題歌の作詞者でもあった（山田としを名義）。当時の邦画不況もあり、ローカルの小劇場は経営に苦しみ、強力な番組でも二週間持てばいい方。邦画の再上映でお茶を濁すことになるが、成績が下向するのは当然で、興行者の立場から眠っている映画の再発掘として、阪妻は現代（当時）に通じるものがあり、今出しても十分鑑賞に耐えれると考え「阪妻映画祭」を発案した。ネックになったのが、阪妻は松竹、日活、大映の出演作は多いが、当時の五社で影響力を増していた岡田茂東映社長と松岡功東宝副社長の二社には、阪妻の出演作が無いことだった。山田は自身の業界での地位を上げるチャンスとばかり、松竹社長で映連会長・城戸四郎に了解を取り付けた上で、すぐに岡田茂を説得に行った。山田は岡田を「いい話があれば即座に飛びついて自分のモノにしてしまう男」と城戸の後継者は岡田と見込んで、自分の懐に巻き込もうと画策していたため、岡田に「上映委員会副会長をやってくれ」と頼んだが「オレんとこ阪妻の写真ないからダメだ」と断られた。すかさず山田は「冗談じゃない、一本ある。『天狗の安』というのがある」 岡田「.....」。山田「第一、東映は時代劇で儲けて大きくなったんだから、せめて阪妻の追悼の意味で副会長やってくれてもいいじゃないですか」と無理やり副会長を引き受けてもらった。次に松岡功に頼みに行ったら同じく「ウチも阪妻の写真がないから降ります」と言われたが「いや『佐平次捕物帳 紫頭巾』があります」 松岡「.....」と、これで五社をまとめることが出来た。東京有楽町の日劇文化劇場で阪妻の二十三回忌に合わせて1975年6月7日から（9日まで）『無法松の一生』 (大映)／『血煙高田の馬場』(日活)を皮切りに、10ー13日『王将』 (大映)／『佐平次捕物帳 紫頭巾』（東宝）、14ー16日『天狗の安』 (東映)／『破れ太鼓』（松竹）、17ー20日『『将軍と参謀と兵』 (日活)／『大江戸五人男』（松竹）が上映された。その後大阪でも上映された。「阪妻映画祭」は予想以上の反響を呼び、半年間で1億1800万円の興行収入を上げ、旧作リバイバルの新しい道を拓いた。この成功により1975年11月に「日本映画名作祭」第一回の開催が決まり、「阪妻映画祭」同様に邦画五社が各社の過去の名作を全国各地で上映し大成功した。「阪妻映画祭」が好評で、有楽シネマを加えたことから「日本映画名作祭」は最初から三館上映を行った。これらの成功を受け、番線外劇場の「名作選」上映が盛んになった。

### 剣戟スタア・阪東妻三郎
マキノ雅弘は「最後の時まで育てた役者の中で、一等大殺陣のうまかったのは?」と訊かれ、「専門としてみて」と前置きして、市川右太衛門、月形竜之介の前に「妻さん、だろうね」と阪妻の名を挙げている。阪妻は月形とともに、「竹光では感じが出ない」と真剣を使っての立ち回りもよく行った。稲垣浩は「妻さんが二段引き、というのをやってね。サーッ、ターッ!と相手を斬ってから、キュッとも一つ刃を引く。『あれがいけない』っていうんで、検閲でカットになったことがある」と語っている。「『骨まで斬った』という感じが出るからいかん」、という理由だったという。
マキノと稲垣のコンビによる『血煙高田の馬場』（1937年）で、堀部安兵衛役の阪妻に、マキノ雅弘が「火傷するように熱い、火に焦げた鉄板の上の立ち回りをやってくれ!」と注文をつけた。「難しいことを言うな、と妻さん、殺陣師を横に置いて、やりましたよ。足をバタバタ、バタバタやって、実にうまかったんだ、これが。“アチッ、アチッ!”という感じでねえ。決闘シーンをイチン日で撮っちゃったんですよ。済んだらデーンとひっくり返っちゃって、二度と『高田の馬場』はやらん!　と声明した。ほんとに、それから撮らなかったですよ」
阪妻の立ち回りは「悲壮豪壮天下一品」と呼ばれ、破天荒なものだった。『邪痕魔道 前・中・後篇』（1927年、古海卓二監督）の後篇は、「ここ花の吉原仲之町、歓楽の巷にまたもや血の雨が降る・・・」などと弁士の解説とともに、ただひたすらチャンバラのみが写されるという無茶なものだった。伊藤大輔監督とのコンビで撮った『新納鶴千代』（1935年）では、阪妻は荒川大橋の上で、すべての敵を後ろにして前を歩き、後からかかってくる敵を全部振り返らずに斬るという斬新な殺陣を見せている。
トーキー時代に入って伊藤とマキノ雅弘のコンビで撮った『国定忠治』では、子負いのバンツマが泣く子を『木曾の仲乗りさん』を歌ってあやしながら、追手と立ち回りを演じるという難しい殺陣を見せている。マキノによると、阪妻は歌が得意だったわけではなく、時代劇スタアの中で本当に歌が歌えるのは嵐寛寿郎くらいだったという。阪妻はむしろ悪声で、訛りがあるのをかえって居直って「阪妻節」に変えてしまったのである。
林屋辰三郎、加藤秀俊、梅棹忠夫、多田道太郎がチャンバラについて討論し纏めた一文に、つぎのようなものがある。
「阪妻が一代の剣豪スタアとして絶大な人気を博したのは、眇目に構えた独特のポーズにあった。それは青眼でない眇目の阪妻が見事に表現したからであろう。このように人生論的意味を身を持って表すことのできる俳優にして、はじめてスタアの座を確保できるのだ」
替え玉が必要な場面でも、大河内傳次郎と並んで阪妻は遠景の姿形の美しさにこだわり、どんなに遠くて顔が見えないショットでも「自分の形の見せ所だ」と言って替え玉にはさせなかった。『無法松』では、雪の中倒れる場面の撮影で中耳炎を発症。結局久世竜が替え玉を演じ、気づく者はいなかったが、阪妻は「いい仕事ができてよかったですね。だが、あの雪の場面が僕だったら、もっと、もっとよかったでしょう」とただ一人稲垣に不満を漏らしたという。
1942年（昭和17年）の大映創立記念作『維新の曲』は、阪妻、千恵蔵、右太衛門、アラカンという「四大スタア」の顔合わせで、配役と序列で会社は頭を悩ました。そのなか阪妻が行く先も知らさず姿を消し、「役か脚本、序列が気に入らないのだろう」と噂された。稲垣も会社への不満だろうと思い、阪妻の弟子に尋ねたところ、「誰にも言わないでください」と教えてくれた。実は阪妻は坂本龍馬の役作りのため、土佐の風土、方言、龍馬の足跡などを得るために土佐へ出かけていたのだった。出来上がった龍馬はそれまでの阪妻に見たことのない、誰もやったことのない一風変わった龍馬となっていて、人々を驚かせた。
役によっては、セットでもロケでも一人離れた場所に、着くずれのしないように自分で考案した高い椅子にちょいと尻を載せて、何時間でも出のくるのを静かに待っていた。ある作品で稲垣浩監督が敵役を背中から袈裟懸けに斬る殺陣を注文したところ、「この役は背中向きを斬るような役ではないと思いますが」と遠慮深く抗議した。これで役の性格が違ってくるわけだが、若かったせいもあり稲垣は無理を押し通して撮影に入った。ところが敵役は背中に刀が当たるものと思っていたが当たらない。相手役が「かまいませんから強く刀を当ててください」と頼んだところ、阪妻は憤然として「私は今まで随分立ち回りはしてきたが、人のからだに当てないのを身上としてきたので、それだけはいやだ」と断った。稲垣はその立派さに感心したと語っている。
1989年（平成元年）に文春文庫ビジュアル版として『大アンケートによる日本映画ベスト150』という一書が刊行されたが、文中372人が選んだ「個人編男優ベストテン」の一位は阪妻だった。死後35年余りを経て、なおこの結果だった。2000年に発表された『キネマ旬報』の「20世紀の映画スター・男優編」で日本男優の7位、同号の「読者が選んだ20世紀の映画スター男優」では第8位になった。
息子の田村俊磨は、居間でセリフを練習するなど家でも阪妻そのものであったとし、田村正和は、ハートで演じるタイプの役者であったと思うと話した。

## おもな出演作品

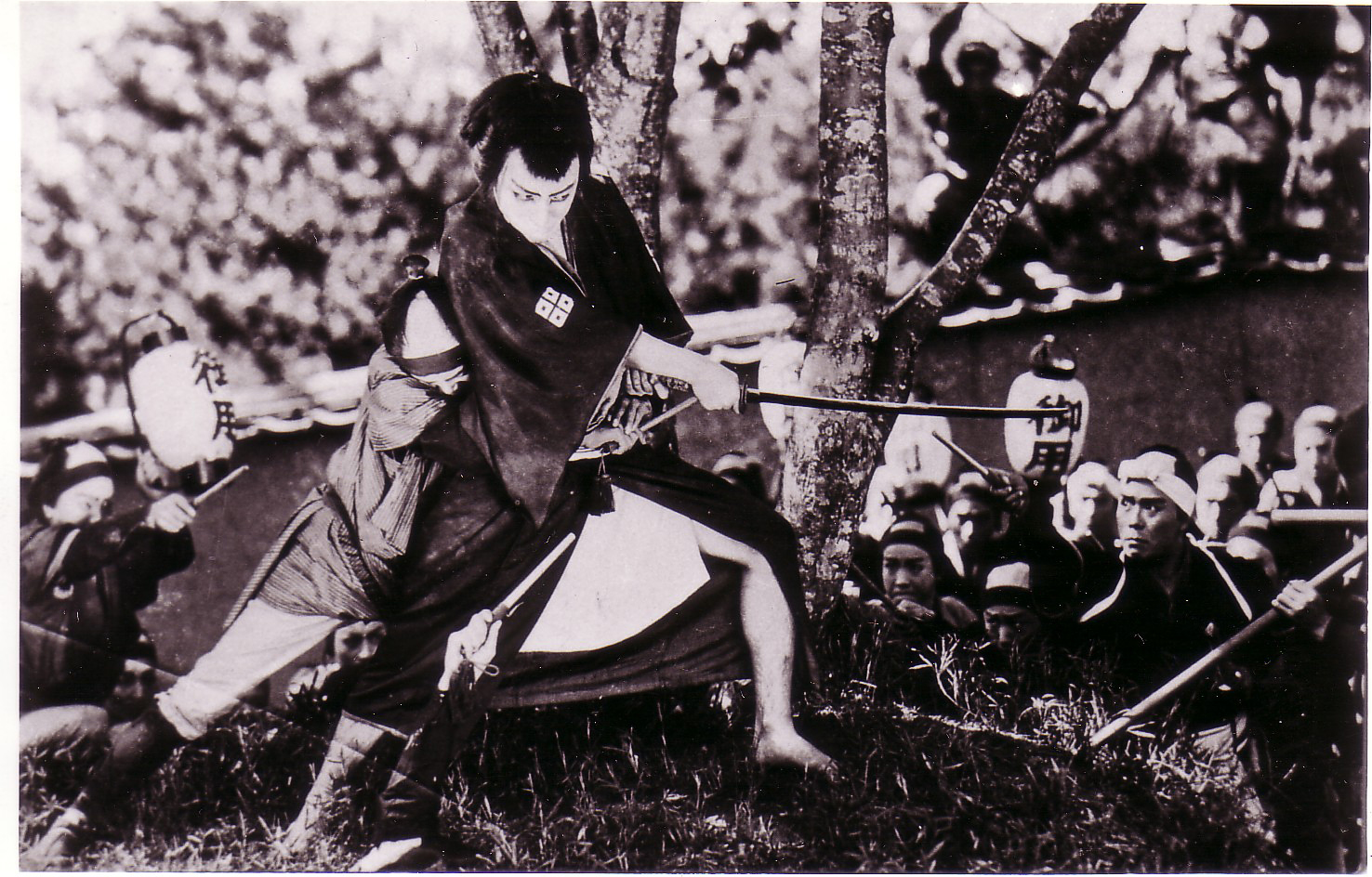
「雄呂血」（1925年〔大正14年〕11月）

国活
- 島の塚（1920年〔大正9年〕7月）

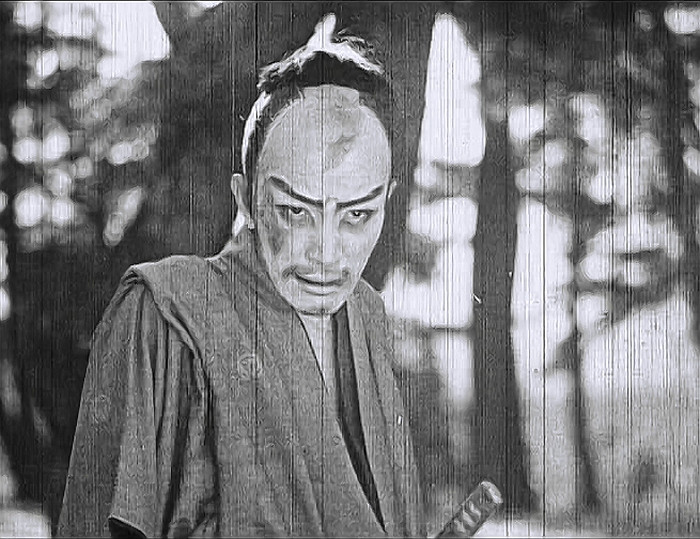
「逆流」（1924［大正13］年）

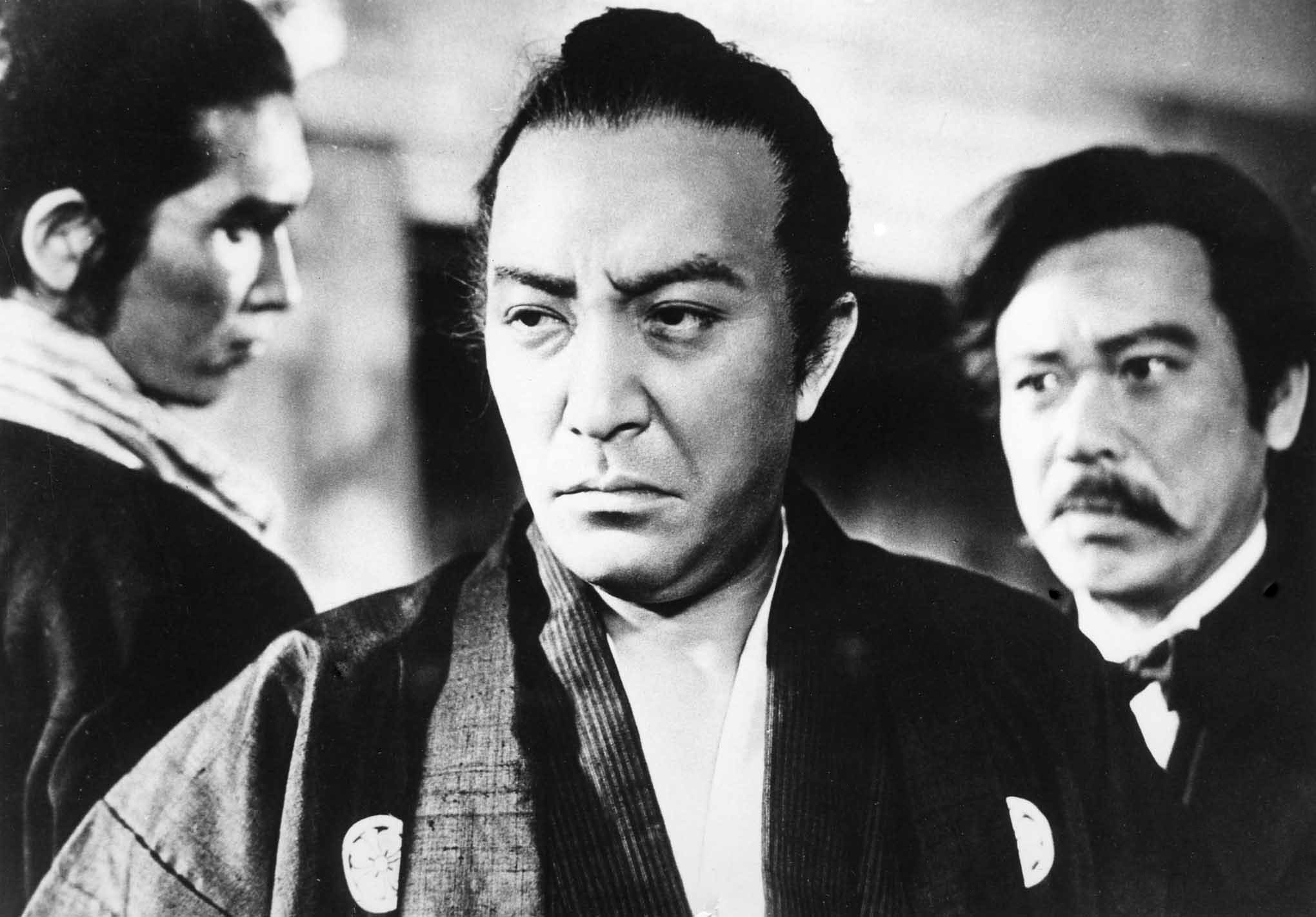
「江戸最後の日」（1941［昭和16］年）右は志村喬

- 江戸七不思議（1921年〔大正10年〕7月）
- 中将姫（1922年〔大正11年〕5月）
- 清水次郎長（1923年〔大正12年〕3月）

マキノ等寺院（計50作）
- 三好清海（1923年〔大正12年〕）
- 加賀の若殿（1923年〔大正12年〕8月）
- 鮮血の手型（1923年〔大正12年〕）
- 小雀峠（1923年〔大正12年〕11月30日）粕谷桃之助
- 怪傑鷹（1924年〔大正13年〕）
- 雪の峠（1924年〔大正13年〕）
- 血桜（1924年〔大正13年〕）
- 逆流（1924年〔大正13年〕）
- 紀州の落人（1924年〔大正13年〕7月）

東亜等寺院（計5作）
- 復讐の日（1924年〔大正13年〕8月）
- 国定忠治信州落ち（1924年〔大正13年〕9月）
- 影法師（1925年〔大正14年〕3月）

東亜マキノ等寺院（計9作）
- 江戸怪賊伝 影法師（1925年〔大正14年〕3月）怪賊影法師
- 三人姉妹　前・中・後篇（1925年〔大正14年〕4〜5月）
- 墓石が鼾する頃（1925年〔大正14年〕5月）
- 落花の舞　前後篇（1925年〔大正14年〕6月）

阪妻プロ・マキノ（計3作）
- 異人娘と武士（1925年〔大正14年〕9月）
- 雄呂血（1925年〔大正14年〕11月）
- 魔保露詩（1925年〔大正14年〕12月31日）

阪妻プロ・松竹（計41作）
- 尊王（1926年〔大正15年〕2月）
- 蛇眼（1926年〔大正15年〕5月）
- 幕末（1926年〔大正15年〕6月）
- 落花の舞（1926年〔大正15年〕）
- 魔保露詩（1926年〔大正15年〕）
- 嵐に立つ女　後篇（1927年〔昭和2年〕4月）※この作品のみ阪妻・立花・ユニバーサル
- 砂繪呪縛 上・中・下篇（1927年〔昭和2年〕9月〜12月）
- 護国の鬼（1927年〔昭和2年〕11月）
- 鼠小僧次郎吉（1927年〔昭和2年〕12月）
- 開化異相（1928年〔昭和3年〕）
- 清水次郎長伝（1929年〔昭和4年〕12月）
- 裏切義十郎（1929年〔昭和4年〕12月）
- 石松の最期（1930年〔昭和5年〕1月）
- 筆禍夢物語・高野長英傳（1930年〔昭和5年〕2月）
- からす組　前後篇（1930年〔昭和5年〕5〜6月）※阪妻プロ松竹より離脱
- 洛陽餓ゆ（1931年〔昭和6年〕7月15日）空覚後ニ風間覚之助　※この作品のみ阪妻プロ関東

阪妻プロ新興（計48作）
- 風雲長門城（1931年〔昭和6年〕9月）
- 雪の渡り鳥（1931年〔昭和6年〕10月15日）鯉名の銀平
- 牢獄の花嫁 前篇・解決篇（1931年〔昭和6年〕）
- 片腕仁義（1932年〔昭和7年〕）
- かまいたち（1932年〔昭和7年〕3月）
- 春秋編笠ぶし（1932年〔昭和7年〕6月）
- 神変麝香猫（1932年〔昭和7年〕7月）
- 情熱地獄（1932年〔昭和7年〕11月）
- 新訳・清水一角（1933年〔昭和8年〕11月）
- 阿弥陀時雨（1934年〔昭和9年〕11月）
- 剣聖千葉周作（1934年〔昭和9年〕12月）
- 魔像（1936年〔昭和11年〕6月 12月）
- 怒涛一番乗（1936年〔昭和11年〕12月31日）

日活（計26作）
- 恋山彦（1937年〔昭和12年〕7月）
- 血煙高田の馬場（1937年〔昭和12年〕12月）息子の田村高廣主演の必殺シリーズの助け人走る第2話に映像が使用されている[26]。
- 忠臣蔵 天の巻・地の巻 （1938年〔昭和13年〕3月31日） 大石内蔵之助
- 闇の影法師（1938年〔昭和13年〕7月）
- 大岡政談・魔像（1938年〔昭和13年〕12月）
  - 続魔像 茨右近（1939年〔昭和14年〕1月）
- 牢獄の花嫁 前篇・解決篇（1939年〔昭和14年〕8月17日・9月）塙江漢、羅門塔十郎
- 大楠公（1940年〔昭和15年〕）
- 風雲将棋谷解決編（1940年〔昭和15年〕9月）
- 江戸最後の日（1941年〔昭和16年〕11月）
- 柳生月影抄（1941年〔昭和16年〕6月）
- 将軍と参謀と兵（1942年〔昭和17年〕）※現代劇初主演

大映京都（計18作）
- 維新の曲（1942年〔昭和17年〕）
- 伊賀の水月 剣雲三十六騎（1942年〔昭和17年〕8月13日）荒木又右衛門
- 富士に立つ影（1942年〔昭和17年〕12月27日）佐藤菊太郎
- 無法松の一生（1943年〔昭和18年〕）
- 剣風練兵館（1944年〔昭和19年〕1月3日）桂小五郎
- 狐の呉れた赤ん坊（1945年〔昭和20年〕）
- 国定忠治（1946年〔昭和21年〕9月10日）国定忠治
- 月の出の決闘（1947年〔昭和22年〕7月15日）天堂小源太
- 素浪人罷通る（1947年〔昭和22年〕10月28日）山内伊賀亮
- 木曾の天狗（1948年〔昭和23年〕4月19日）名なしの権兵衛
- 王将（1948年〔昭和23年〕）坂田三吉

大洋興業（C・A・C）
- 佐平次捕物帳 紫頭巾（無印・解決篇） （1949年〔昭和24年〕5月）紫頭巾、狩田秀麿、報龍太郎

松竹京都
- 破れ太鼓（1949年〔昭和24年〕12月）
- 影法師 寛永坂の決闘（1949年〔昭和24年〕12月25日）仙波龍之介、天堂左近
  - 続影法師 龍虎相搏つ （1950年〔昭和25年〕1月8日）仙波龍之介、天堂左近
- 無頼漢（1950年〔昭和25年〕）※完成間際で撮影所火災のため焼失

大洋興業・東横映画
- 獅子の罠（1950年〔昭和25年〕5月）

松竹京都（計3作）
- 風雲金毘羅山（1950年〔昭和25年〕9月）
- 左近捕物帖 鮮血の手型（1950年〔昭和25年〕12月2日）日傘十兵衛
- おぼろ駕籠（1951年〔昭和26年〕1月）

新東宝
- 日活新版・牢獄の花嫁　総集篇（1951年〔昭和26年〕5月）
- 日活新版・柳生月影抄（1951年〔昭和26年〕7月）
- 日活新版・血闘高田の馬場（1952年〔昭和27年〕2月）※「血煙高田の馬場」再上映

東映（計1作）
- 天狗の安（1951年〔昭和26年〕8月）

松竹京都
- 松竹三十周年記念映画・大江戸五人男 （1951年〔昭和26年〕11月22日） 幡隋院長兵衛
- 稲妻草紙（1951年〔昭和26年〕12月30日）有馬又十郎
- 魔像（1952年〔昭和27年〕5月1日）神尾喬之助、茨右近
- 丹下左膳（1952年〔昭和27年〕）

大映
- 新版・富士に立つ影（1952年〔昭和27年〕5月22日）
- 改題新版・東海二十八人衆（1952年〔昭和27年〕11月）※「東海水滸傳」の再上映
- 改題新版・剣雲三十六騎（1953年〔昭和28年〕2月）

新東宝
- 日活新版・風雲将棋谷　総集篇（1952年〔昭和27年〕12月）
- 日活新版・水戸黄門廻國記（1953年〔昭和28年〕4月）
- 紫頭巾総集版・快傑紫頭巾（1953年〔昭和28年〕7月）
- 日活新版・江戸最後の日（1953年〔昭和28年〕9月）

松竹京都
- あばれ獅子（1953年〔昭和28年〕8月）※遺作

松竹京都
- 日活改訂総集版・忠臣蔵 天の巻・地の巻（1953年〔昭和28年〕12月）
- 日活改題新版・決闘高田の馬場（1954年〔昭和29年〕3月）※「血煙高田の馬場」再上映

日活（計6作）
- 再映新版・闇の影法師（1954年〔昭和29年〕6月）
- 名優追悼新総集版・恋山彦（1954年〔昭和29年〕8月）
- 改題改訂版・戦争と将軍（1954年〔昭和29年〕8月）※「将軍と参謀と兵」の再上映
- 再映新版・柳生大乗剣（1954年〔昭和29年〕9月）
- 改題新版・忠臣蔵　赤垣源蔵 討入り前夜（1954年〔昭和29年〕11月）
- 再映新版・忠臣蔵 天の巻・地の巻（1954年〔昭和29年〕12月）

東映京都
- ちゃんばらグラフィティー 斬る!（1981年〔昭和56年〕4月11日）※主演場面の抜粋